# Gustav Schröder
Pour les articles homonymes, voir Schröder.
Gustav Schröder, né le 27 septembre 1885  à Hadersleben (actuel Danemark) et mort en 1959, était un capitaine de navire allemand.

## Biographie
Bien que membre du NSDAP depuis 1933, il est connu pour avoir commandé en 1939 le Saint Louis, un paquebot qui tenta de transporter vers La Havane des réfugiés juifs allemands expulsés de leur pays.
Arrivés à Cuba, les réfugiés n'ont pas été autorisés à débarquer, bien qu'étant généralement pourvus de visas pour les États-Unis. Ce pays ainsi que le Canada leur refusèrent aussi l'entrée. Des organisations juives ont tenté de négocier leur passage vers certains pays d'Amérique latine, lesquels ont refusé ces passagers apatrides. 
Obligé de revenir vers l'Europe, le capitaine Schröder a sérieusement envisagé d'échouer son navire sur les côtes britanniques, de manière à rendre impossible le retour de ses passagers en Allemagne. Il n'en a pas eu besoin puisque des organisations juives américaines et européennes sont parvenues à les faire admettre au port d'Anvers, et de là en France, Grande Bretagne, et Danemark.
Il a reçu la médaille de « Juste parmi les nations » à titre posthume, le 11 mars 1993.